# دييغو ميراندا (لاعب كرة قدم مواليد 1991)
دييغو ميراندا (7 يوليو 1991 بـسيرتاو في البرازيل - ) هو لاعب كرة قدم برازيلي يلعب في مركز الجناح الأيسر يلعب في نادي الزلفي.

## مسيرة اللاعب
لعب مع نادي باسو فوندو ونادي شابيكوينسي ونادي جوفنتودي ونادي أتلتيكو هيرمان أيشينجار ونادي يبيرانغا ونادي لاجيادينزي ونادي كاشياس دو سول ونادي نوفو هامبورغو ونادي ناوتيكو ونادي برازيل دي بيلوتاس و احترف في السعودية في نادي الجبلين ونادي الخليج ونادي الرياض والنادي العربي ونادي الزلفي.

## روابط خارجية
- دييغو ميراندا (لاعب كرة قدم مواليد 1991) على موقع قاعدة بيانات كرة القدم.إي يو (الإنجليزية)